# Corbinian Hofmeister
Corbinian Hofmeister OSB (* 26. Februar 1891 in Taus im heutigen Tschechien als Alexander Hofmeister; † 24. Oktober 1966 in Tutzing) war ein deutscher Ordenspriester und Abt der bayerischen Benediktinerabtei Metten sowie Widerstandskämpfer gegen den Nationalsozialismus.

## Leben
Nach dem frühen Tod seiner Eltern kam der siebenjährige Alexander Hofmeister in die Obhut seiner älteren Schwester, die in Aschaffenburg mit einem bayerischen Zollinspektor verheiratet war. Mit ihrer Familie übersiedelte er zunächst nach Tittling, dann nach Landshut und schließlich nach Dingolfing. Nach dem Besuch der Gymnasien in Landshut und Metten trat er 1910 in die Benediktinerabtei Metten ein und erhielt bei der Profess am 16. November 1911 den Ordensnamen Corbinian. Das Studium der Theologie und Philosophie absolvierte Corbinian Hofmeister zunächst im Rahmen des Hausstudiums des Klosters, dann an der Universität Innsbruck und an der theologischen Hochschule in Eichstätt. Er wurde 1914 von Anton von Henle zum Priester geweiht. Anschließend studierte er an der Ludwig-Maximilians-Universität München französische und englische Philologie. Nach einem längeren Studienaufenthalt in der Benediktinerabtei St. Vincent in den USA und in den englischen Benediktinerabteien Downside und Belmont begann Corbinian Hofmeister 1927 seine Tätigkeit als Lehrer am Gymnasium in Metten.
Als 1929 Abt Willibald Adam aus gesundheitlichen Gründen sein Amt niederlegte, wurde der erst 38-jährige Corbinian Hofmeister zu seinem Nachfolger gewählt. Dem immer stärker werdenden Nationalsozialismus stand Abt Corbinian Hofmeister von Anfang an kritisch und ablehnend gegenüber. Während seiner Amtszeit musste er auf Beschluss der Nationalsozialisten am 31. März 1939 das 1837 gegründete Gymnasium des Klosters Metten sowie das Klosterseminar, das Bischöfliche Seminar und das Ordensseminar schließen.
In der Benediktinerabtei Ettal kam es während der Zeit des Nationalsozialismus vermehrt zu Treffen von Persönlichkeiten wie Josef Müller, Dietrich Bonhoeffer, Johannes Neuhäusler und den Benediktineräbten von Ettal und Metten (Niederbayern), Willibald Wolfsteiner und Corbinian Hofmeister. Hofmeister hatte engen Kontakt zur Widerstandsgruppe um den Chef der deutschen Abwehr, Admiral Wilhelm Canaris.
Abt Corbinian und Domkapitular Neuhäusler wurden von der Gestapo zu Ostern 1943 verhaftet und saßen von April 1944 bis April 1945 mit Martin Niemöller (Zelle 30) und Michael Höck (Zelle 31) in Kommandanturarrest des KZ Dachau. Hofmeister wurde in Zelle 35 und Neuhäusler in Zelle 32 der Station „Sonderhäftlinge“ im berüchtigten Arrestgebäude des KZ Dachau verbracht.
Nach Kriegsende wurde Abt Corbinian immer wieder als Vermittler bei den amerikanischen Besatzungstruppen in Anspruch genommen. 1946 nahm er die aus der böhmischen Abtei Braunau vertriebenen deutschen Benediktiner in Metten auf. Auf seine Initiative hin wurde ihnen das ehemalige Augustiner-Chorherrenstift Rohr in Niederbayern zur Neubesiedlung überlassen. Im Wintersemester 1964/65 wurde er Ehrenmitglied der KBStV Rhaetia München. In der K. D. St. V. Trifels im CV erhielt er ebenfalls das Ehrenband.

## Ehrungen
1946: Ehrendoktorat der St. Vincent University, Latrobe, Pennsylvania, USA
1959: Bayerischer Verdienstorden
1959: Ehrenbürger von Metten
1966: Ehrenbürger von Norcia
1966: Medaille für besondere Verdienste um die kommunale Selbstverwaltung in Silber
In Metten wurde die Abt-Corbinian-Straße nach ihm benannt.

## Zitate
- „Darüber hinaus sah Abt Corbinian in dem Weihnachtslied auch ein bescheidenes Werkzeug jener ökumenischen Begegnung, die ihm seit der in schwersten Jahren deutscher Geschichte mit Dietrich Bonhoeffer eingegangenen Freundschaft ein warmes Anliegen geworden ist.“ – Augustinus Mayer OSB (Abt von Metten) über das Lied Stille Nacht, Heilige Nacht!

- „Christentum und Kreuz haben alles überdauert. Darum setzen wir hoffnungsvoll auch unter die Zeit, die morgen vergeht, das sieghafte Wort: Stat crux dum volvitur orbis. [...] Es ist besser, dass nur einer zugrunde geht, als dass das Haus mit diesem Pestbazillus des Nationalsozialismus infiziert wird.“ – bei der Abschiedsansprache der Mettener Schulauflösung 1939[1]